# Röyksopp

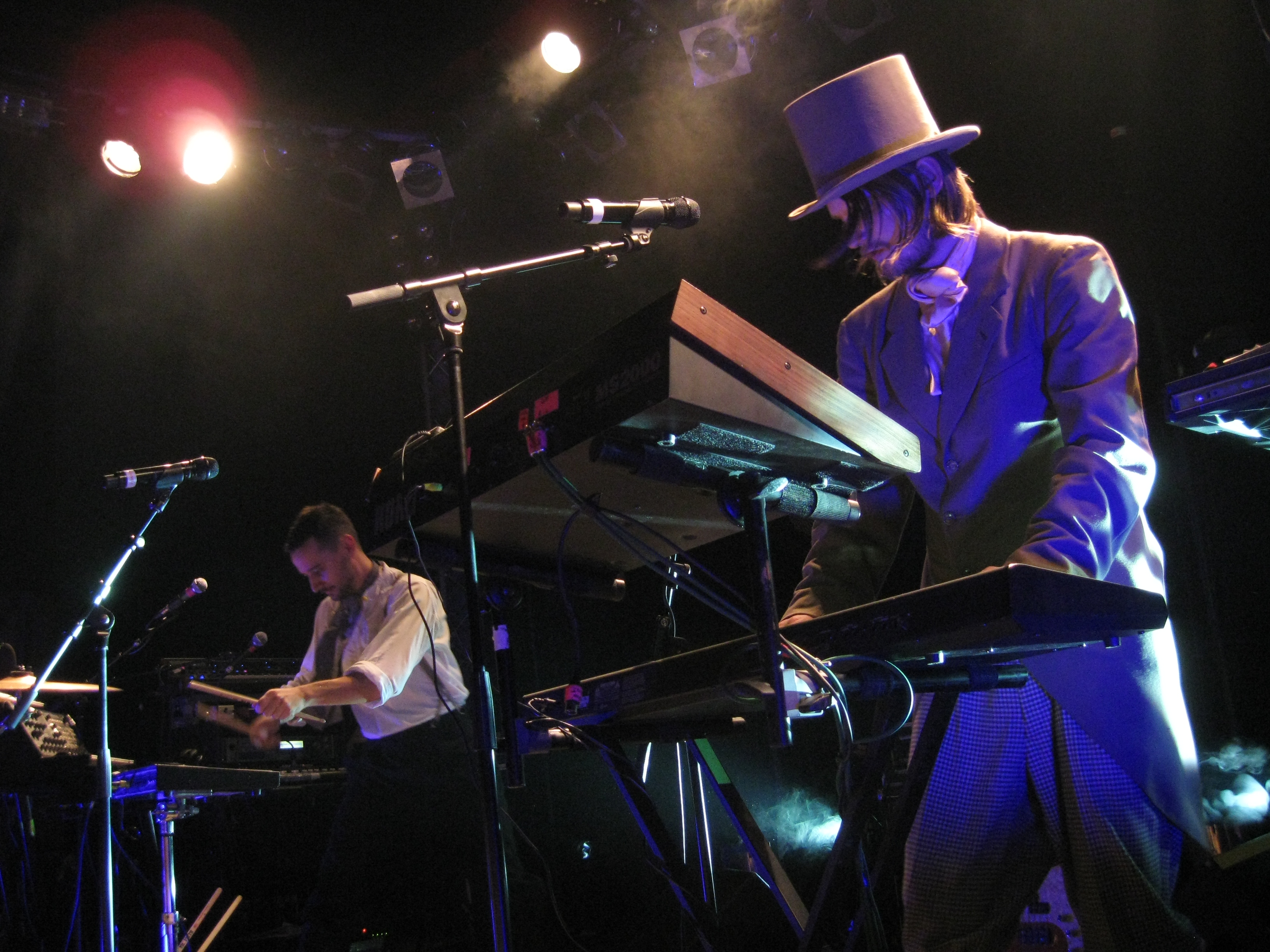
Röyksopp, koncert w Berlinie (2009)

Röyksopp (wym. /'ɾœʏkˌsop:/) – norweski duet grający muzykę elektroniczną. W skład zespołu wchodzą Torbjørn Brundtland i Svein Berge. Röyksopp powstał w 1998 roku w Tromsø, wydał pięć studyjnych albumów.

## Historia
Nazwa zespołu jest stylizowaną wersją norweskiego słowa „røyksopp”, którego dosłowne tłumaczenie grzyb dymny po norwesku oznacza purchawkę. Brundtland i Berge byli kolegami w szkole w swoim rodzinnym mieście Tromsø i od początku lat 90. XX wieku eksperymentowali z instrumentami elektronicznymi. Röyksopp powstał dopiero w 1998 roku, kiedy dwójka spotkała się ponownie w Bergen. Początkowe single zostały wydane w niezależnej wytwórni Tellé, natomiast później zespół nawiązał współpracę z Wall of Sound i Astralwerks.
Swój pierwszy album Melody A.M. duet wydał w 2001 roku. Zebrał on świetne recenzje i zdobył uznanie fanów. Kolejna płyta, The Understanding, miała premierę w 2005. W 2009 zespół wydał trzeci album Junior, natomiast w 2010 ukazał się czwarty album grupy Senior.
W listopadzie 2014 zespół wydał piąty album The Inevitable End, który został ogłoszony jako ostatni album zespołu wydanym w tradycyjnej formie.
Niektóre piosenki Röyksopp zostały użyte w reklamach, grach, programach telewizyjnych oraz filmach. Utwór Eple został wykorzystany w filmie powitalnym systemu OS X "Panther". Piosenka What Else is There? śpiewana przez Karin Dreijer Andersson została wykorzystana w filmie Cashback. Utwór Follow My Ruin jest częścią soundtracku gry FIFA 06, Electronic Arts wykorzystał także piosenkę It's What I Want w grze FIFA 10. Zespół zyskał sporą popularność w USA dzięki wykorzystaniu fragmentu piosenki Remind Me w reklamie firmy ubezpieczeniowej Geico. Ponadto, utwór So Easy został wykorzystany w filmie Kranked 8 – Revolve.
Zespół odwiedził Polskę 5 czerwca 2009, grając koncert w Krakowie w ramach Selector Festival, 27 lipca 2012 występując w Płocku z okazji Audioriver oraz 28 lipca 2024 jako wykonawca wieńczący Łódź Summer Festival towarzyszący 601. urodzinom Łodzi.

## Dyskografia
Albumy
| Melody A.M.                 | - Data: 8 października 2001 - Wydawca: Wall of Sound | 1 | 50 | —  | 69 | —   | 9  | - NOR: platynowa płyta |
| The Understanding           | - Data: 1 lipca 2005 - Wydawca: Wall of Sound        | 1 | 7  | 36 | 48 | —   | 13 |                        |
| Junior                      | - Data: 23 marca 2009 - Wydawca: Wall of Sound       | 1 | 25 | 17 | 43 | 126 | 21 |                        |
| Senior                      | - Data: 10 września 2010 - Wydawca: Wall of Sound    | 1 | 17 | 30 | 41 | —   | 33 |                        |
| The Inevitable End          | - Data: 7 listopada 2014 - Wydawca: Dog Triumph      | 2 | 50 | 34 | 53 | 103 | 38 |                        |
| "—" album nie był notowany. |                                                      |   |    |    |    |     |    |                        |

Minialbumy
| Röyksopp's Night Out Live   | - Data: 30 stycznia 2006 - Wydawca: Virgin  | 8 | —  | — | —  | —  | —  |
| Do It Again (oraz Robyn)    | - Data: 23 maja 2014 - Wydawca: Dog Triumph | 3 | 16 | 5 | 65 | 14 | 20 |
| "—" album nie był notowany. |                                             |   |    |   |    |    |    |

Inne
| Back to Mine: Röyksopp      | - Data: 2 maja 2007 - Wydawca: DMC                  | 24 |
| Late Night Tales: Röyksopp  | - Data: 16 czerwca 2013 - Wydawca: Late Night Tales | —  |
| "—" album nie był notowany. |                                                     |    |

## Nagrody i wyróżnienia
| Rok  | Kategoria                | Tytułem              | Nagroda          | Nota      | Źródło |
| ---- | ------------------------ | -------------------- | ---------------- | --------- | ------ |
| 2001 | Årets nykommer           | Melody A.M.          | Spellemannprisen | Nominacja | [ 20 ] |
| 2001 | Årets musikkvideo        | "Eple"               | Spellemannprisen | Laur      | [ 20 ] |
| 2001 | Årets lat                | "Eple"               | Spellemannprisen | Nominacja | [ 20 ] |
| 2001 | Elelktronika             | Melody A.M.          | Spellemannprisen | Laur      | [ 20 ] |
| 2002 | Årets Spellemann         | Röyksopp             | Spellemannprisen | Nominacja | [ 20 ] |
| 2002 | Årets lat                | "Remind Me"          | Spellemannprisen | Laur      | [ 20 ] |
| 2002 | Musikkvideo              | "Remind Me"          | Spellemannprisen | Laur      | [ 20 ] |
| 2005 | Popgruppe                | "What Else is There" | Spellemannprisen | Laur      | [ 20 ] |
| 2005 | Musikkvideo              | The Understanding    | Spellemannprisen | Nominacja | [ 20 ] |
| 2009 | "The Girl and the Robot" | Årets hit            | Spellemannprisen | Nominacja | [ 20 ] |
| 2009 | "The Girl and the Robot" | Årets musikkvideo    | Spellemannprisen | Laur      | [ 20 ] |
| 2009 | Elektronika              | Junior               | Spellemannprisen | Laur      | [ 20 ] |
| 2010 | Årets musikkvideo        | "The Drug"           | Spellemannprisen | Nominacja | [ 20 ] |
| 2014 | Popgruppe                | The Inevitable End   | Spellemannprisen | Nominacja | [ 20 ] |
| 2014 | Popgruppe                | "DO it Again"        | Spellemannprisen | Nominacja | [ 20 ] |